# Zonioploca bicolor
Zonioploca bicolor är en kackerlacksart som beskrevs av Shaw 1925. Zonioploca bicolor ingår i släktet Zonioploca och familjen storkackerlackor. Inga underarter finns listade i Catalogue of Life.